# Peter-Christof Blomeyer
Peter-Christof Blomeyer (* 17. Januar 1959 in Bremen) ist ein deutscher Diplomat im Ruhestand. Er war deutscher Botschafter im Kongo, im Kosovo, in Uganda und in Malaysia.

## Leben
Blomeyer studierte von 1982 bis 1989 Volkswirtschaftslehre, Rechtswissenschaften und Geschichte an der Albert-Ludwigs-Universität Freiburg im Breisgau und wurde dort 1996 mit einer verfassungsgeschichtlichen Arbeit über die letzten Jahre der Weimarer Republik promoviert.
1990 trat er in den Auswärtigen Dienst ein. Nach dem zweijährigen Vorbereitungsdienst folgte 1992 seine erste Auslandsverwendung an der deutschen Botschaft in Tokio. Nachdem er von 1995 bis 1998 wieder am Auswärtigen Amt in Bonn tätig gewesen war, wirkte er von 1998 bis 2001 als stellvertretender Leiter der deutschen Botschaft in Tirana. Von 2001 bis 2004 war Blomeyer stellvertretender Referatsleiter im Auswärtigen Amt, anschließend bis 2007 stellvertretender Leiter der deutschen Botschaft in Riad. 2007 wurde er in Berlin zum Leiter des Referats für Ausländerrecht ernannt.
Im August 2010 folgte er Axel Weishaupt im Amt als deutscher Botschafter in Kinshasa (Kongo), im Oktober 2012 Ernst Reichel als deutscher Botschafter in Priština (Kosovo) und 2014 Klaus Dieter Düxmann als deutscher Botschafter in Kampala (Uganda). 2017 wechselte er in das Auswärtige Amt und wurde dort Leiter des Arbeitsstabes Rückkehrmanagement. Im Dezember 2018 wurde er Generalkonsul in Nowosibirsk.
Im Oktober 2020 wechselte er als Botschafter Deutschlands nach Malaysia. 2025 trat er in den Ruhestand.
Blomeyer ist verheiratet und hat ein Kind.

## Schriften
- Der Notstand in den letzten Jahren von Weimar. Die Bedeutung von Recht, Lehre und Praxis der Notstandsgewalt für den Untergang der Weimarer Republik und die Machtübernahme durch die Nationalsozialisten. Eine Studie zum Verhältnis von Macht und Recht (= Schriften zur Verfassungsgeschichte, Band 57). Duncker & Humblot, Berlin 1999, ISBN 3-428-09571-5 (zugleich: Diss., Univ. Freiburg, 1996).

## Weblink
- Lebenslauf. In: Webseite der Deutschen Botschaft in Kuala Lumpur. Abgerufen am 7. Dezember 2019.

| Vorgänger                | Amt                                                                  | Nachfolger          |
| ------------------------ | -------------------------------------------------------------------- | ------------------- |
| Axel Weishaupt           | Deutscher Botschafter in der Demokratischen Republik Kongo 2010–2012 | Wolfgang Manig      |
| Ernst Reichel            | Deutscher Botschafter in Kosovo 2012–2014                            | Angelika Viets      |
| Klaus Dieter Düxmann     | Deutscher Botschafter in Uganda 2014–2017                            | Albrecht Conze      |
| Nikolaus Graf Lambsdorff | Deutscher Botschafter in Malaysia 2020–2025                          | Silke Riecken-Daerr |

| Personendaten    | Personendaten            |
| ---------------- | ------------------------ |
| NAME             | Blomeyer, Peter-Christof |
| ALTERNATIVNAMEN  | Blomeyer, Peter          |
| KURZBESCHREIBUNG | deutscher Diplomat       |
| GEBURTSDATUM     | 17. Januar 1959          |
| GEBURTSORT       | Bremen                   |